# Dragovoljci Domovinskog rata
Dragovoljci Domovinskog rata dragovoljno su stali o obranu Hrvatske 1991. i 1992.prije uspostave pravnih i organizacijskih struktura države. Tako su obranili i zaustavili srpsko-crnogorsku agresiju prije međunarodnog priznavanja Hrvatske države. Dragovoljci su se na početku velikosrpske agresije priključivali Zboru Narodne Garde i Hrvatskim obrambenim snagama.
Stavili su na kocku svoj život bez jamstva za obeštećenje njihovim obiteljima za slučaj stradavanja.
Bez dragovoljaca Hrvatska ne bi bila obranjena niti bi ju međunarodna zajednica mogla priznati kao samostalnu državu.
Prema definiciji Hrvatskog zavoda za mirovinsko osiguranje dragovoljac iz Domovinskog rata je hrvatski branitelj koji je sudjelovao u obrani suvereniteta Republike Hrvatske najmanje 100 dana, u razdoblju od 5. kolovoza 1990. do 15. siječnja 1992., odnosno koji je sudjelovao u obrani suvereniteta Republike Hrvatske najmanje 30 dana u razdoblju od 5. kolovoza 1990. do 15. siječnja 1992., ako nije imao obvezu sudjelovanja u pričuvnom sastavu ili nije regulirao obvezu služenja vojnoga roka.

## Zanimljivosti
- Kategorija dragovoljaca izbrisana je raznim potezima vlasti ( kao primjerice objavom registra branitelja, nakon pobjede SDP-a na parlamentarnim izborma ministarstvo branitelja Republike Hrvatske objavilo je Registar hrvatskih branitelja iz Domovinskog rata 19. prosinca 2012.) u čijim redovima je dragovoljaca bilo vrlo malo.
- Geslo dijela dragovoljaca Domovinskog rata "Za dom spremni" tijekom 2010-ih je dio medija i aktivističkih skupina proglasio "ustaškim".
- 481 dragovoljaca iz 35 zemalja svijeta borili su se za slobodnu Hrvatsku. 72 je poginulo i 88 je ozlijeđeno[3]

## Vanjske poveznice
- Sluzbena stranica dragovoljac.com